# Claude Fayard
Pour les articles homonymes, voir Claude Fayard (écrivain) et Fayard.
 (juillet 2023).

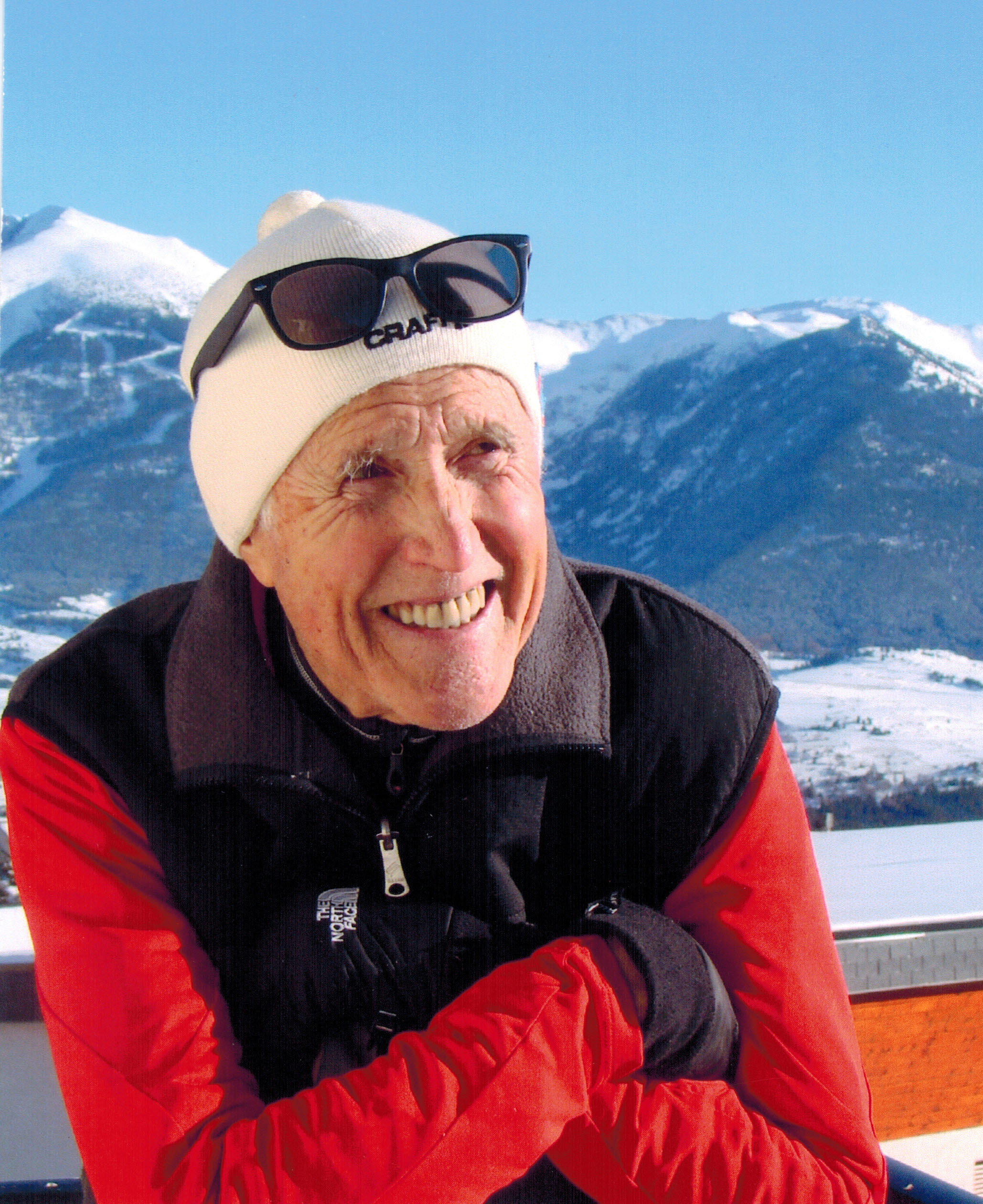
Claude Fayard, La Calme - Font-Romeu - Janvier 2014

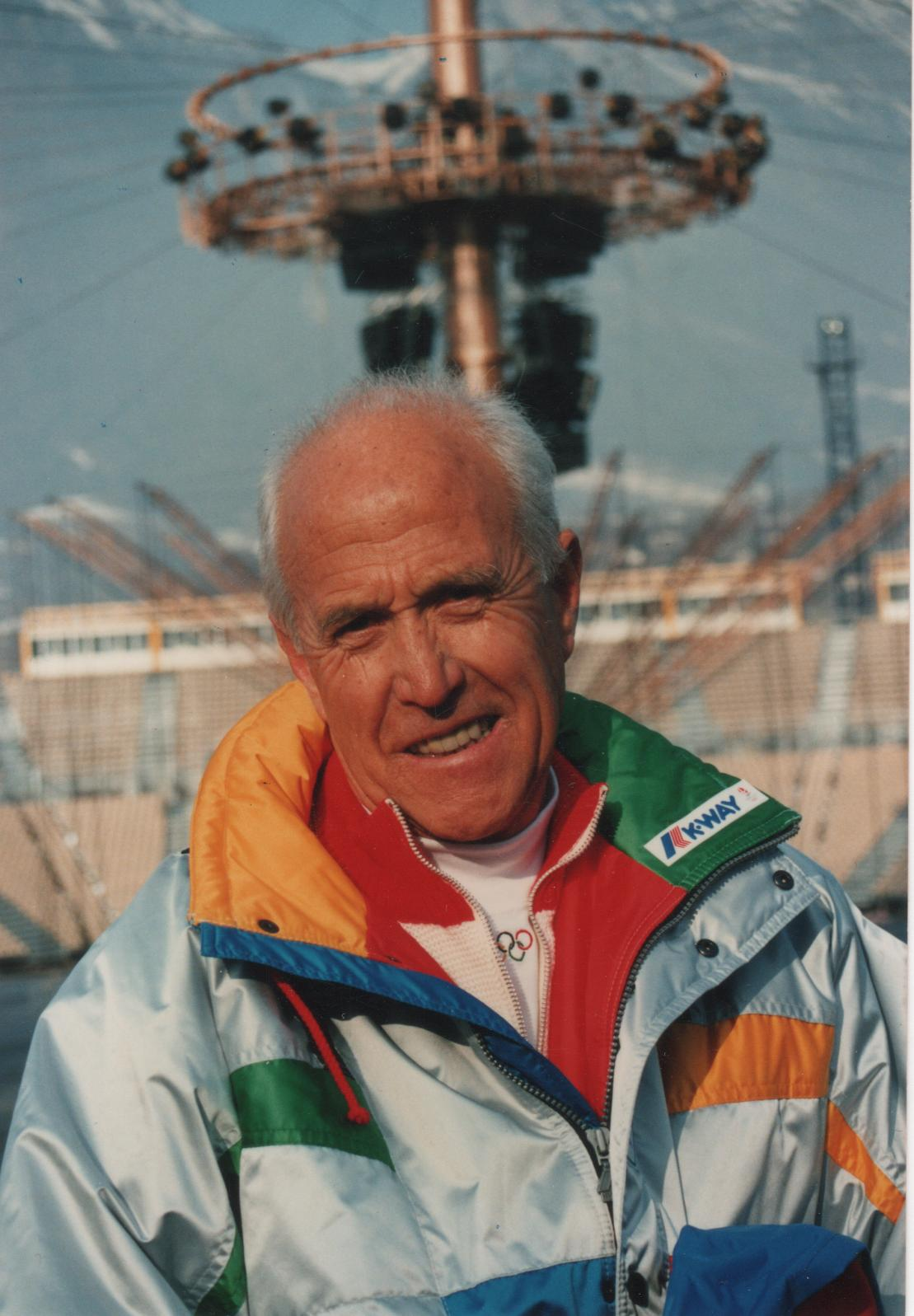
M. Claude Fayard aux Jeux Olympiques d'Albertville en 1992

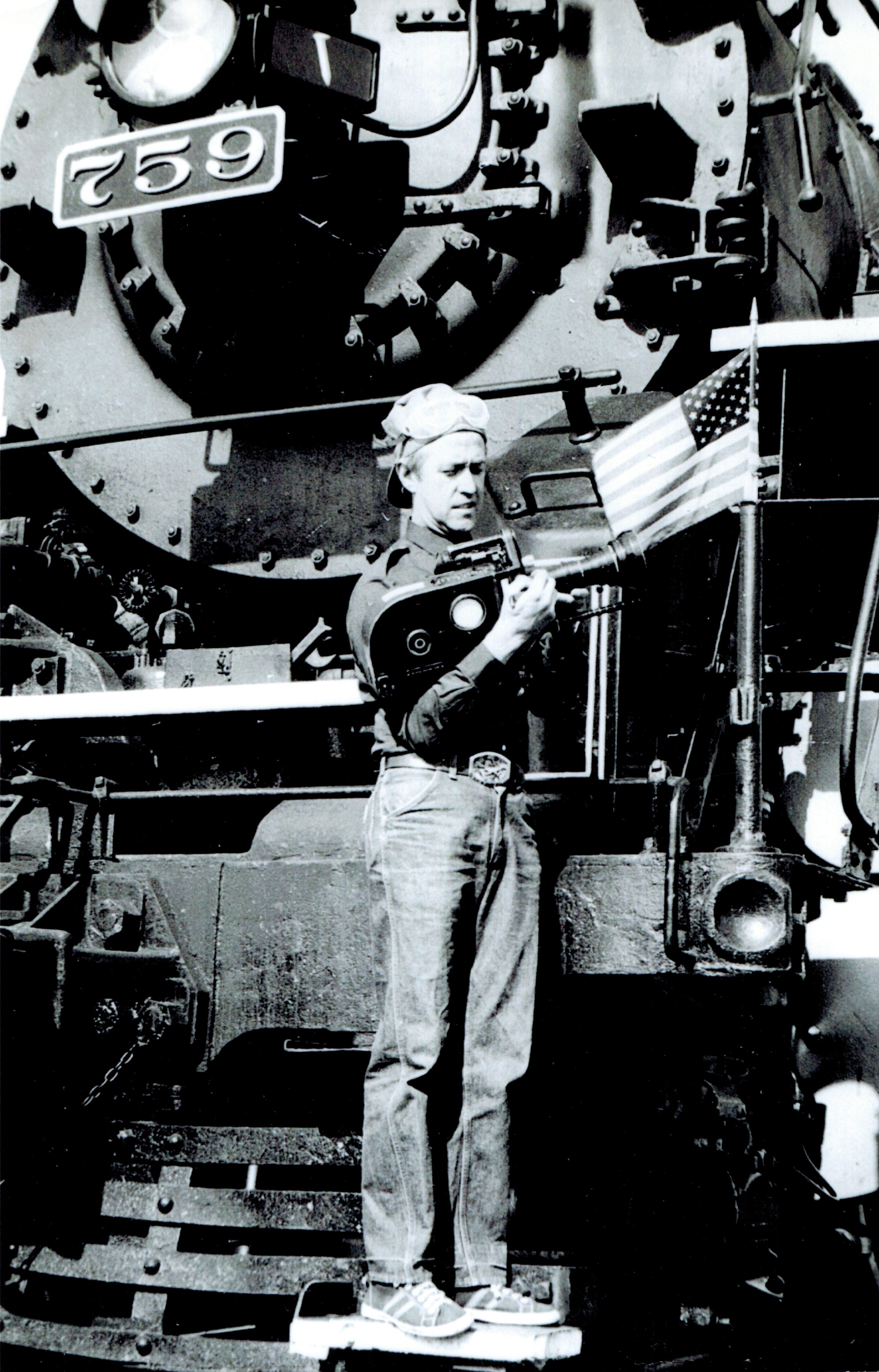
Claude Fayard, Dernier voyage de la 759 - Salt Lake City 1969

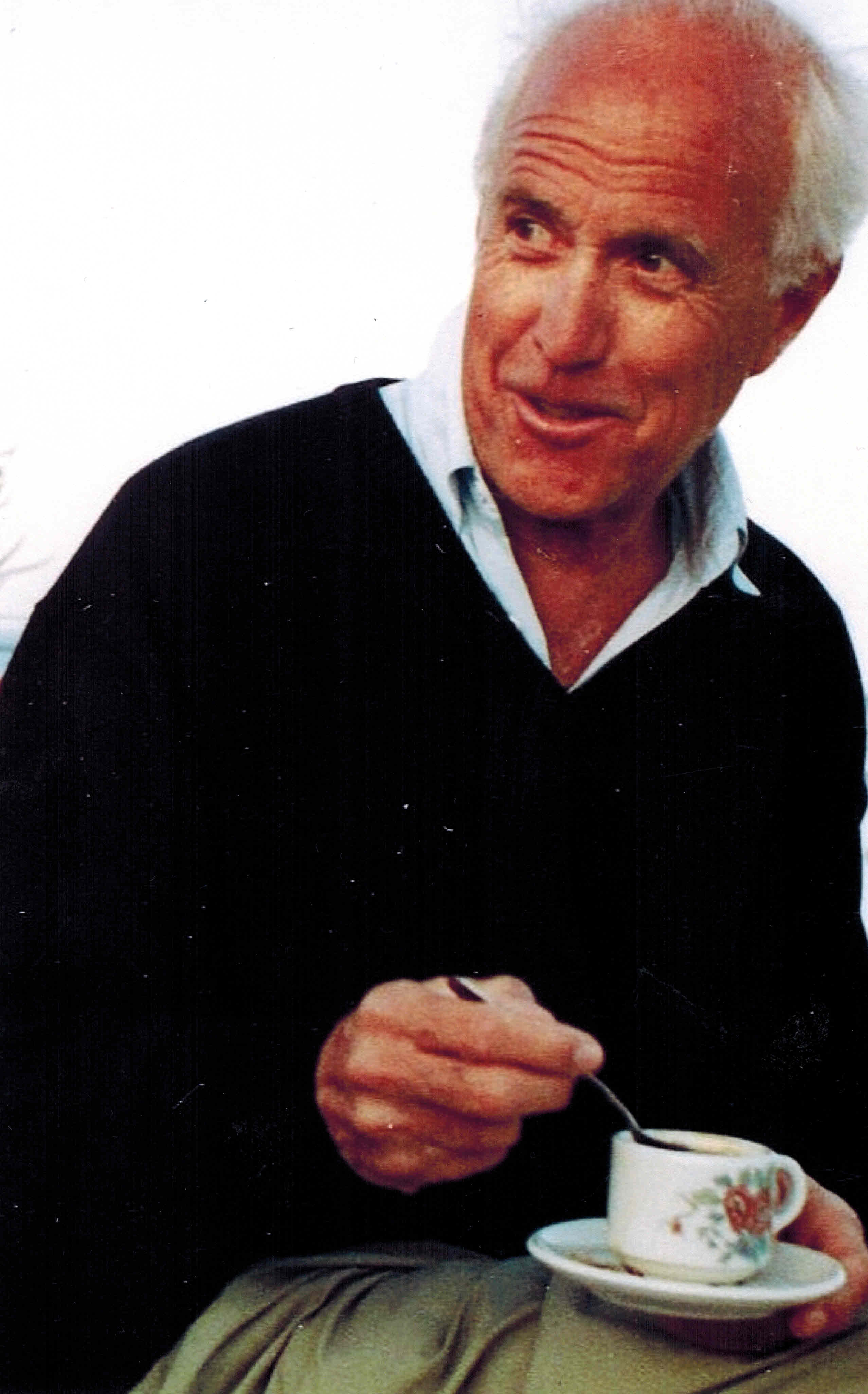
Claude Fayard chez François Will - Font-Romeu - Août 2010

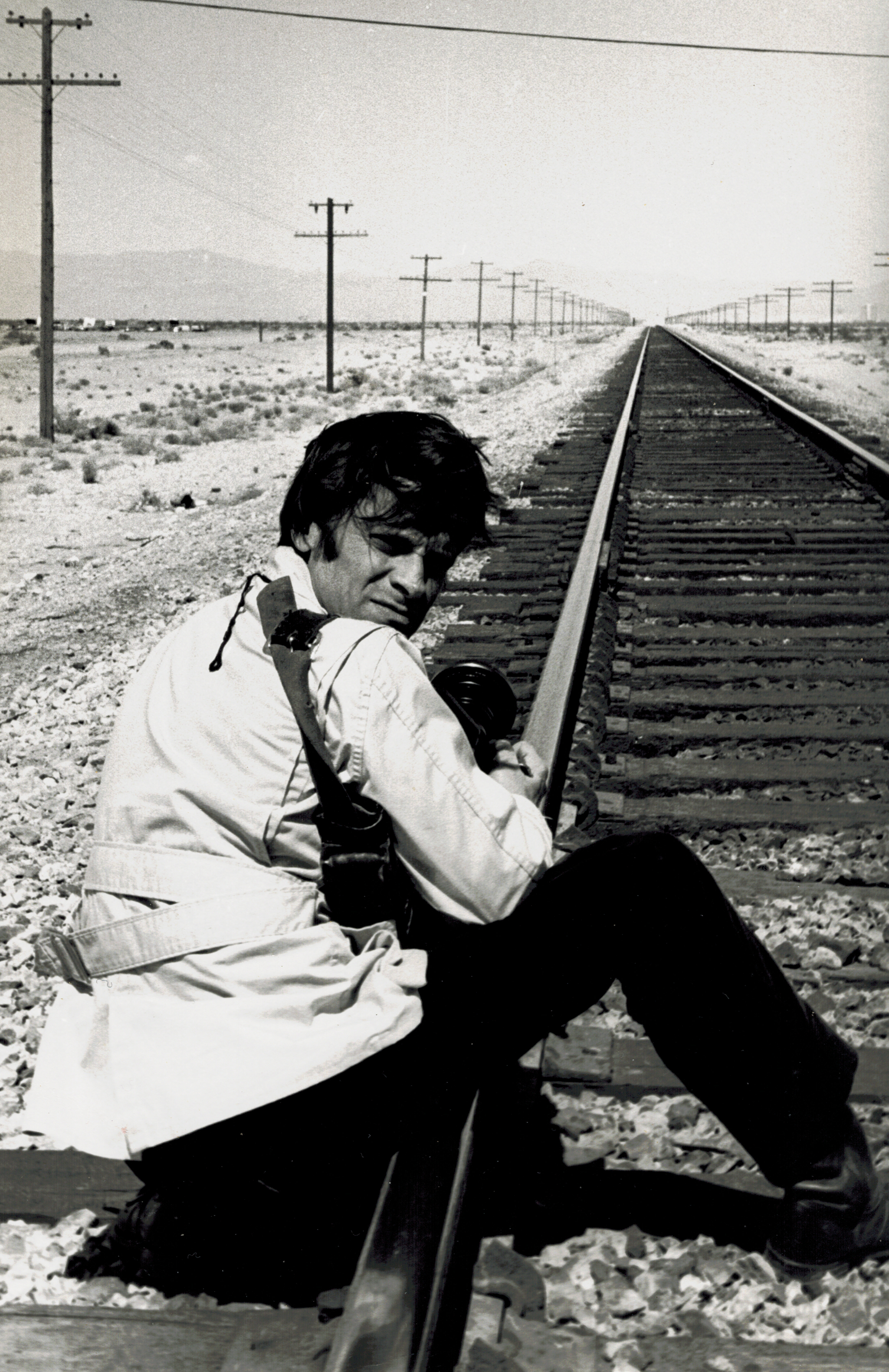
Tony Daval, Caméraman - Chef Op. sur les tournages aux États-Unis

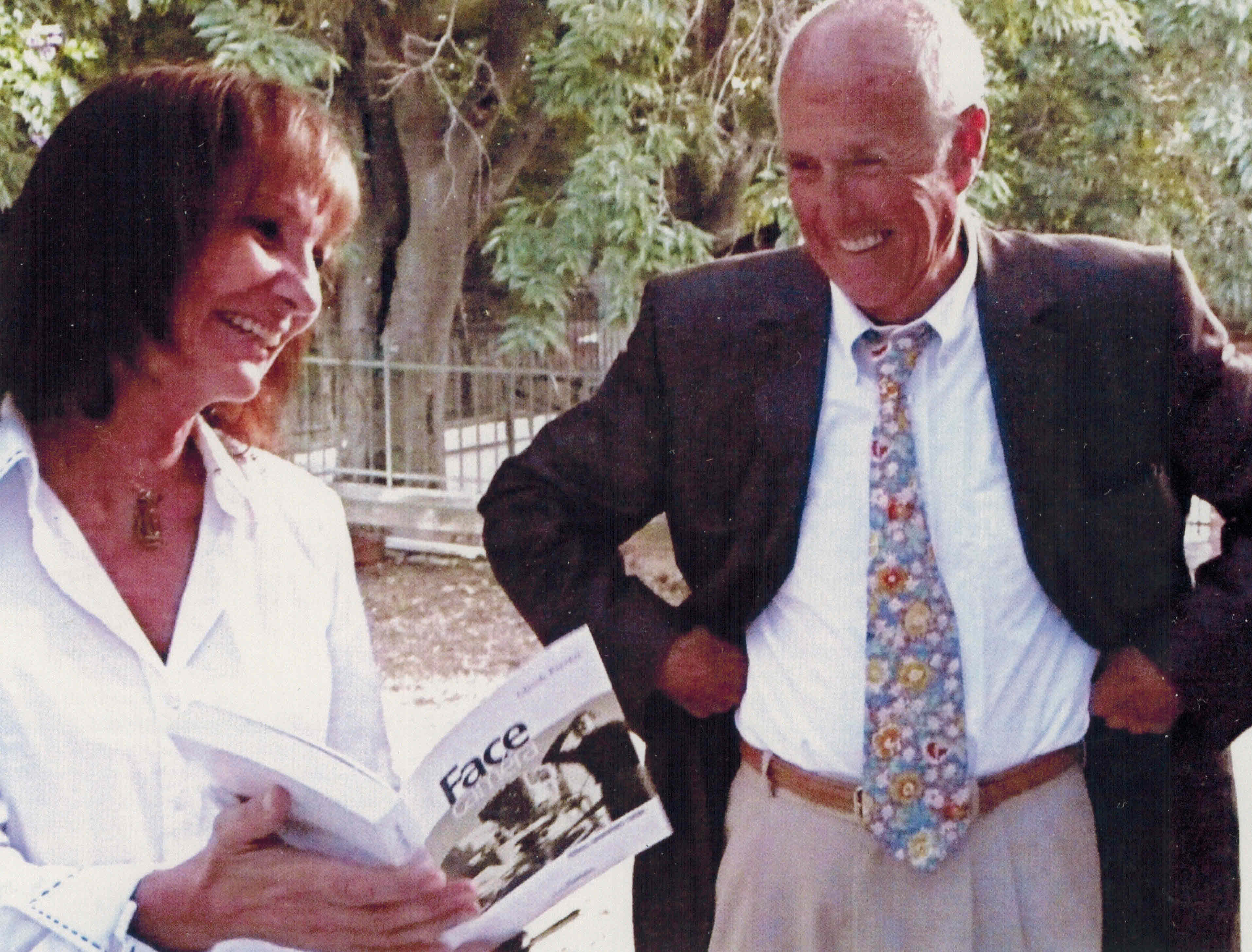
Claude Fayard, sortie du livre - Rivesaltes juillet 2010

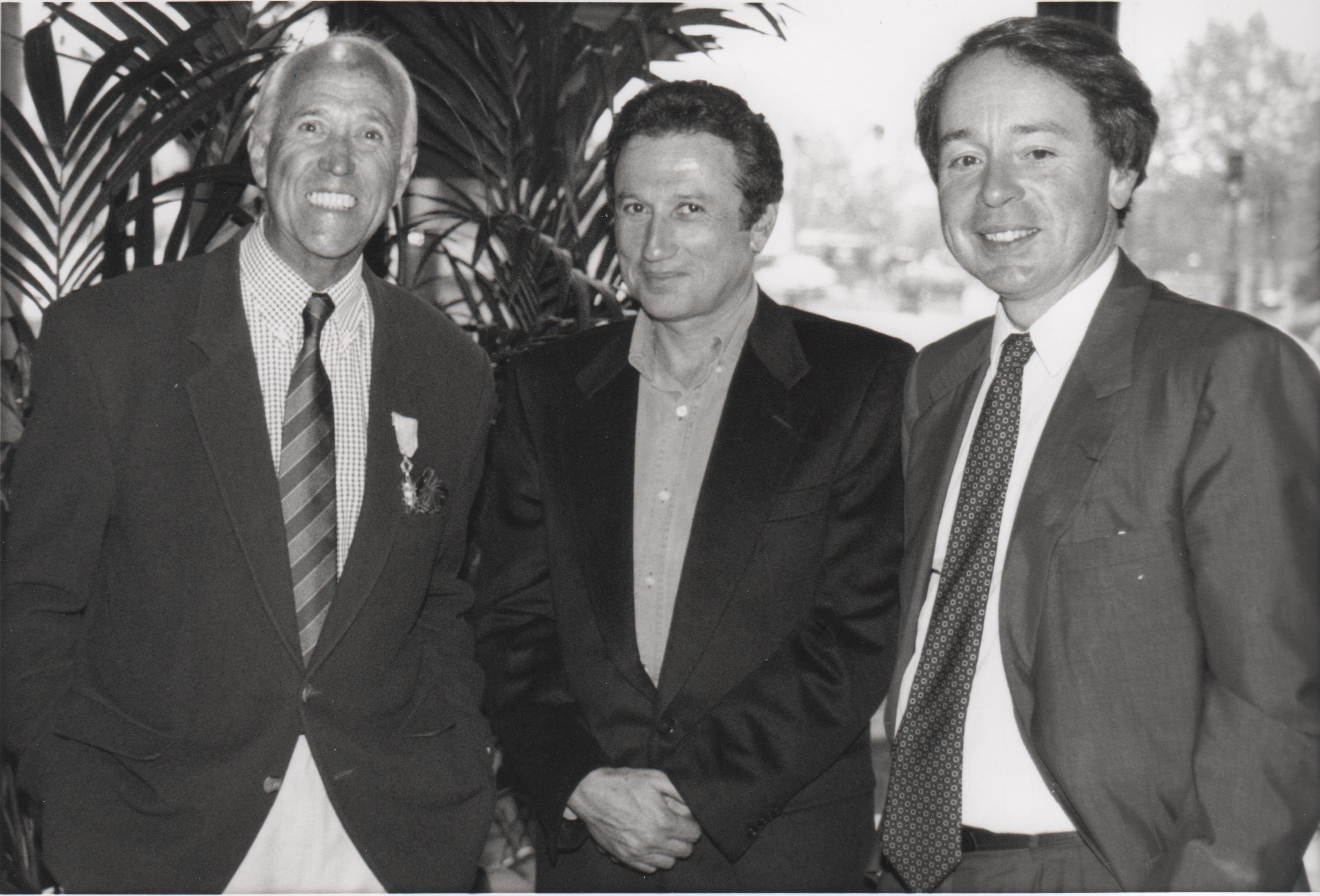
Claude Fayard en compagnie de Michel Drucker et Jean-Noël Jeanneney pour la remise de l'Ordre National du Mérite 1993

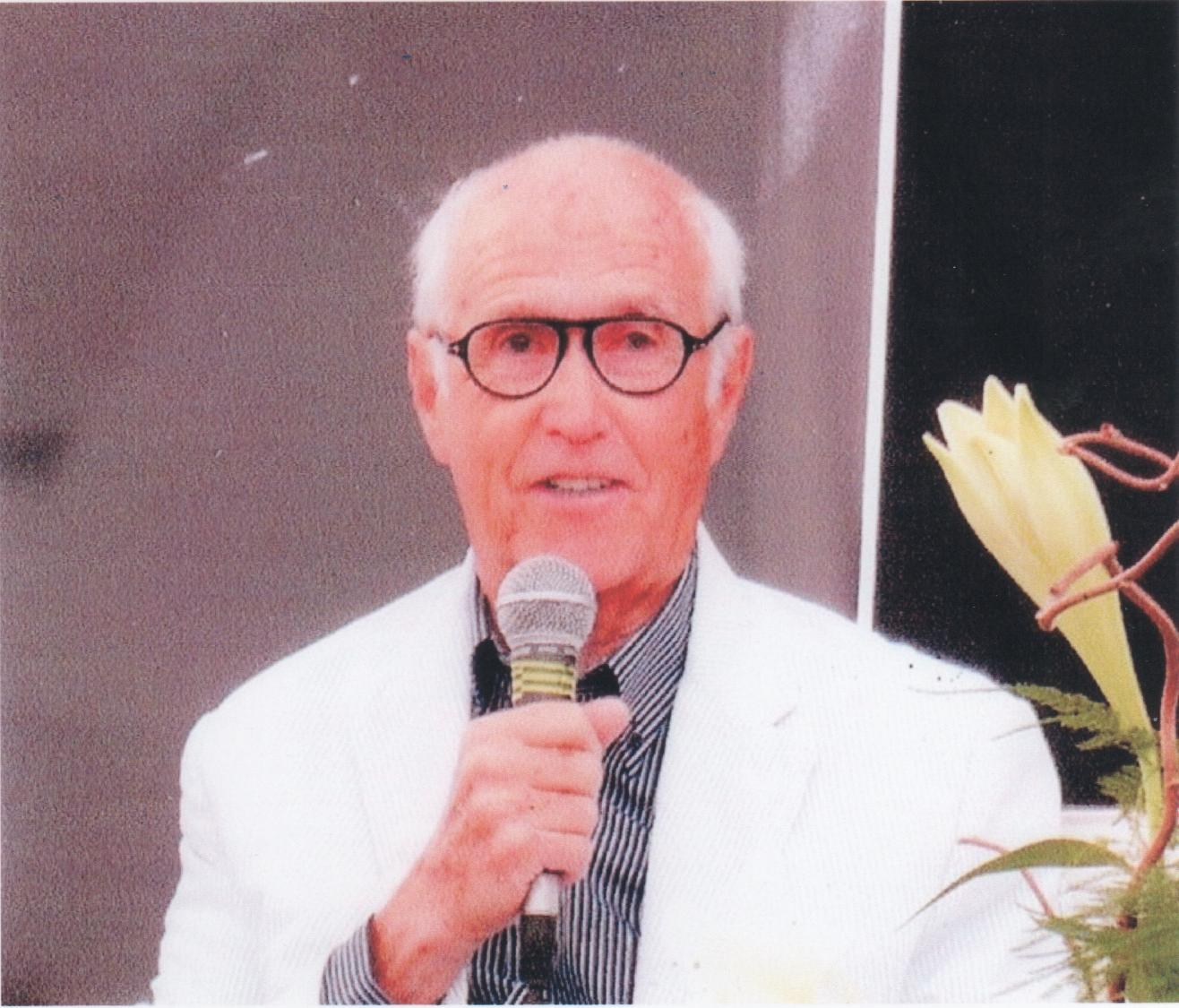
Claude Fayard invité des Grosses Têtes de Philippe Bouvard le 24 septembre 2009

Claude Fayard, né le 28 septembre 1925 à Toulouse et mort le 5 juin 2022 à Err, est un journaliste, réalisateur et producteur de télévision français à l'ORTF.

## Biographie

### Les débuts
Pendant l'occupation, à Toulouse, sa ville natale, le jeune Claude Fayard se cache pour éviter le Service du travail obligatoire (STO) en Allemagne durant la Seconde Guerre mondiale).
À la libération de la ville, il ne reprend pas le chemin du lycée. Il s'engage comme projectionniste au cinéma des Nouveautés. C'est dans ce lieu que va se forger l'obsession de devenir cinéaste.
À 20 ans, il part pour Londres et devient un des assistants de David Lean à Pinewood Studios sur le film Brève Rencontre (1945). Il fait un rapport complet sur Independant frame (Transparence) pour le Centre national du cinéma qui lui accorde sa carte d'assistant-réalisateur.
Il devient successivement assistant pour les réalisations de :
- 1949 : Au p'tit zouave de Gilles Grangier
- 1949 : Chéri de Pierre Billon
- 1949 : Agnès de rien de Pierre Billon
- 1950 : La Maison Bonnadieu de Carlo Rim
- 1950 : Olivia de Jacqueline Audry
- 1951 : La Rose rouge de Marcello Pagliero
- 1951 : La Table-aux-crevés d'Henri Verneuil.

À la fin de ce dernier tournage, il quitte le cinéma et se dirige vers la télévision.
Il installe une table de montage dans une cave de l'Élysée et monte son premier reportage Valls d'Andorra sur les contrebandiers de la Principauté d'Andorre. Il est diffusé dans une série de l'époque : Voyage sans passeport (1948).

### Caméra au poing
En 1952, Claude Fayard reçoit sa carte de journaliste et signe son premier contrat comme reporter-caméraman de la Radiodiffusion-télévision française ; il sillonne le monde pour les sujets du journal télévisé de Pierre Sabbagh :
- Les voyages présidentiels de Vincent Auriol à Carmaux en juin 1952, et de René Coty à Verdun le 17 juin 1956
- Les préparatifs du couronnement d'Élisabeth II à Londres le 2 juin 1953.
- Christian Dior à New York en août 1953
- Le pétrole d'Hassi Messaoud en septembre 1955
- Les fiançailles du Shah d'Iran à Téhéran en 1958
- Création de circuits touristiques en Mer Égée avec Henri Sadorge en août 1957
- Le premier vol Paris-Tokyo par le pôle nord avec Jacques Perrot, 1958
- Constitution de la Cinquième République Française, 28 septembre 1958
- Le Bagne de Cayenne avec Roger Louis pour 5 colonnes à la une, 1959
- Le Général de Gaulle en Algérie et en Martinique, 1959
- Portrait de Ferhat Abbas, 1959
- La catastrophe du Barrage de Malpasset à Fréjus, 2 décembre 1959

### Réalisateur
1960, année de rupture pour un reporter-caméraman puisque la télévision ne connaissait qu'un seul support, le film. L'arrivée de la vidéo a confronté ce professionnel à des problèmes auxquels il n'était pas préparé. Il en était réduit à faire de la figuration. Il filmait alors dans l’éventualité où surviendrait une panne de la vidéo. Très vite, il s'adapta à ce nouveau support. C'est ainsi qu'il devint le réalisateur de la plupart des grands directs de l'Office de Radiodiffusion Télévision Française.
- Télé Dimanche[1] de Raymond Marcillac et son jeu de la chance qui découvrit Thierry Le Luron et Mireille Mathieu, émission hebdomadaire de 1960 à 1972
- Cadet-Rousselle[2], Domino, Système 2, La roue tourne, Jeux sans frontières de Guy Lux, émissions hebdomadaires de 1960 à 1976
- Patchwork d'Éric Ollivier, avril-mai 1967
- Les Dossiers de l'écran d'Armand Jammot, 1967-1970
- Première de la « caméra embarquée » fixée sur les skis de René Collet à l'Alpe d'Huez en janvier 1956
- Les Double Six, groupe vocal, 1960
- Chambre noire, émission sur la photographie de Michel Tournier et Albert Plécy (1961-1969)
- Les Coulisses de l'exploit[3] de Jacqueline Auriol, femme la plus rapide du monde sur Mirage 3C, interviewée par Léon Zitrone le 18 juillet 1962
- Les Coulisses de l'exploit[4], record du monde de ski le 15 avril 1963
- Les Grands Interprètes de Bernard Gavoty, 1963
- Le Rendez-vous des souvenirs, 1966
- Jeux olympiques d'hiver de 1968 à Grenoble, responsable des résumés filmés du JT
- Jeux olympiques d'hiver de 1992 à Albertville, chef de presse du site de Courchevel
- Obsèques du général de Gaulle le 12 novembre 1970
- Tempo de Michèle Arnaud, 1972
- Voyage du président Valéry Giscard d'Estaing en Andorre, avril 1978
- Voyage du président François Mitterrand à Montpellier, 1982

### Les variétés de 20 heures 30(réalisateur)
Avec les célébrités les plus connues de l'époque :
Maurice Chevalier, Charles Trenet, Gilbert Bécaud, Henri Salvador, Claude François, Françoise Hardy,Jacques Dutronc, Thierry le Luron, Mike Brant, Dalida, Johnny Hallyday, Sylvie Vartan, Georges Brassens, Jacques Brel, Soirée Django Reinardt (producteur-réalisateur), Jacques Martin et Jean Yanne dans la série 1=3, Samedi soir de Philippe Bouvard (série),  Sheila, Sacha Distel, Claude Nougaro, etc.

## Filmographie

### Documentaires
- Moto 71, phénomène social nommé pour le Prix Beaulieu, 1971
- De Valéra ou l'Irlande insurgée et Léon Blum ou la Fidélité[8] de Jean-Noël Jeanneney, juin 1973
- Chambre noire[9] de Michel Tournier, une série de portraits des grands photographes : Man Ray, Brassaï, Jacques-Henri Lartigue, Jean Rostand, William Klein, Robert Doisneau[10], Jean Dieuzaide, Jean-Pierre Leloir (décembre 1964), et aussi Jean Jaurès, Lino Ventura (1976), Jacqueline Auriol[11] (1962)
- Les séries Psychologie et Le Monde de l'Islam de Denis Huisman, 1979

### Téléfilms
- Le Thé de Michel Lévine, 1963 (réalisateur)
- L'Ours et le Pacha de Scribe, septembre 1965 (réalisateur)
- Lartigue le magicien, juillet 1965 (producteur-réalisateur)
- Les Robes d'été d'Irwin Shaw, 1969 (réalisateur)
- À pleines dents de Michel Goué, (producteur-réalisateur)
- Deux auteurs en folie de Drimal, 1977 (réalisateur)

### Tournages aux États-Unis
- Les Rois de Broadway séries de portraits musicaux de George Gershwin, Cole Porter, Richard Rodgers, N.Y. - L.A. 1968-1969 (producteur - réalisateur)
- Paris à l'heure de New York[12] séries de Jacques Sallebert avec Tony Daval (réalisateur)
- Dernier voyage de la Pacific 759, Salt Lake City 1968 (réalisateur)
- Constructions des tours jumelles de New York, New York 1968 (réalisateur)
- The Golden Spike (réalisateur)
- Police des frontières, El Paso 1968 (réalisateur)
- Sept Pélerins en fugue comédie musicale, La Nouvelle-Orléans décembre 1971 (producteur - réalisateur)
- Bicentenaire américain, Boston mars 1976 (réalisateur)
- À la recherche de l'Oncle Sam, 1980 (réalisateur)

Claude Fayard quitte Paris pour Sète, sa maison de vacances, afin d'honorer la proposition de France Télévisions de coordonner les programmes de variétés et de courts métrages des stations de Toulouse et de Montpellier. Il y tourne de très nombreux sujets pour les chaines nationales.
En 1993, il devient consultant pour les questions audiovisuelles de la Ligue nationale contre le cancer.
Il a déposé ses mémoires, Face caméra, mes années télé, chez les éditions Talaia à Perpignan.
À 92 ans, il réside à Font-Romeu dans les Pyrénées-Orientales. Il meurt à Err en 2022.

## Récompenses et distinctions
Il est décoré de l'Ordre national du Mérite par Jean-Noël Jeanneney, ministre de la Communication de François Mitterrand pour ses 45 ans de télévision.